# 단목사

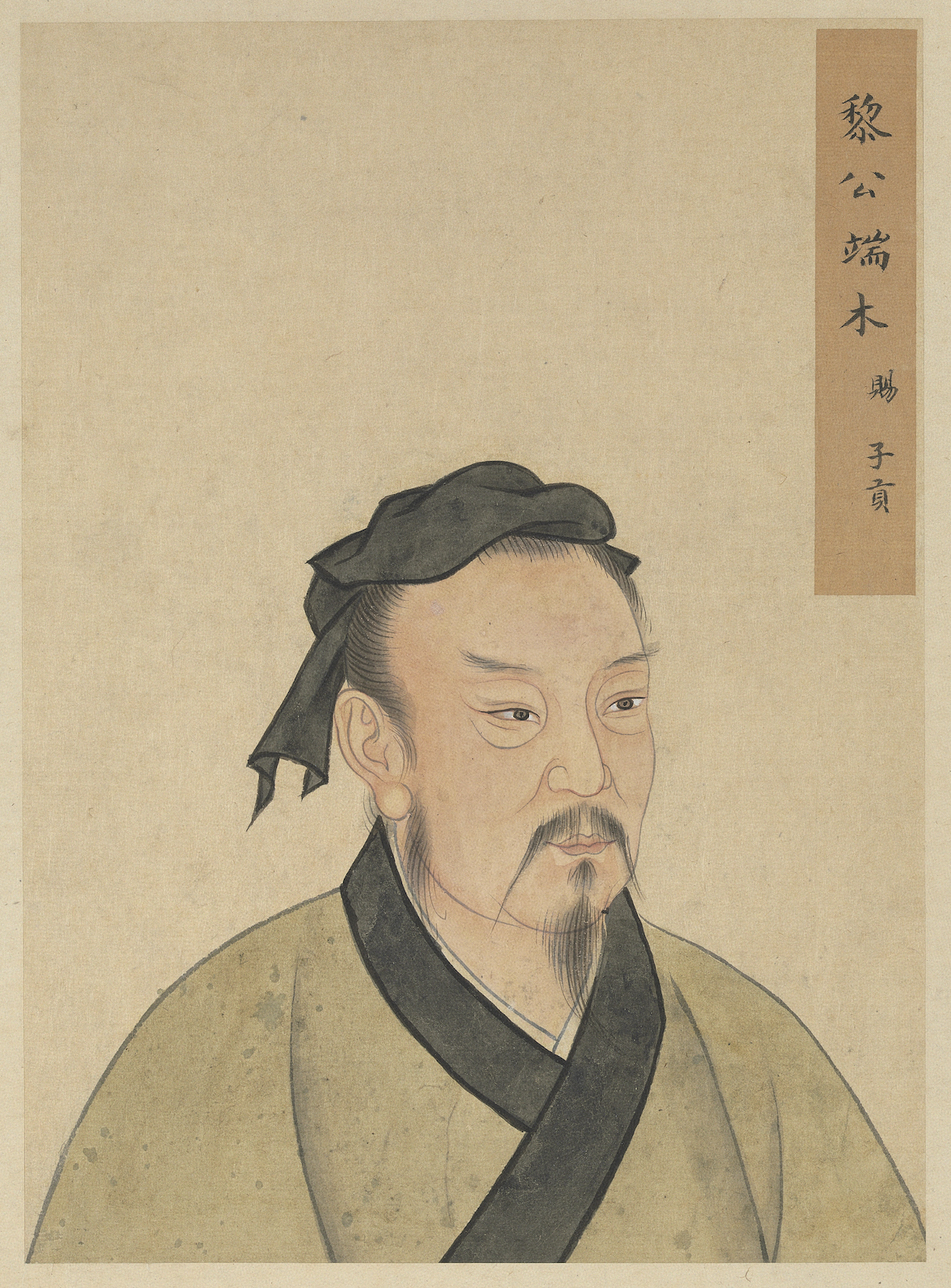

단목 사(端木賜, 기원전 520년 ~ 기원전 456년?)은 중국 춘추 시대 위나라의 유학자이자 관료로, 자는 자공(子貢, 子贛)이다. 흔히 자공이라고 불리며, 공자가 아끼는 제자로서 말솜씨와 정치적 수완이 뛰어나 노나라·위나라의 재상을 지냈다. 공자를 경제적으로 많이 도와주었다.

## 전기 자료
사마천, 《사기》 권67, [중니제자열전], 자공; 권129, [화식열전], 자공